# Càmera Berlinale
La Càmera Berlinale (Berlinale Kamera) és un premi del Festival Internacional de Cinema de Berlín, que s'atorga a cineastes, actors i institucions que hagin destacat pels seus mèrits i serveis prestats al mateix festival. El premi es va crear l'any 1986.

## Palmarès
| Any  | Guardonats                                                                                      |
| ---- | ----------------------------------------------------------------------------------------------- |
| 1986 | Gina Lollobrigida, Giulietta Masina, Sydney Pollack i Fred Zinnemann                            |
| 1987 | Klaus Maria Brandauer, Elem Klímov i Jack Valenti                                               |
| 1988 | Richard Attenborough, Chuck Berry, Guglielmo Biraghi i Ellen Burstyn                            |
| 1989 | Stephen Frears, Horst Pehnert, Michail Schkalikow i Marc Spiegel                                |
| 1990 | Frank Beyer, Martin Landau, Karel Vachek i Bernhard Wicki                                       |
| 1991 | Francis Ford Coppola i Jane Russell                                                             |
| 1992 | Hal Roach                                                                                       |
| 1993 | Victoria Abril, Juliette Binoche, Gong Li, Corinna Harfouch i Johanna ter Steege                |
| 1994 | No atorgat                                                                                      |
| 1995 | Eleanor Keaton                                                                                  |
| 1996 | Txinguiz Aitmàtov, Sally Field, Jodie Foster, Astrid Henning-Jensen i Volker Noth               |
| 1997 | Lauren Bacall, Ann Hui, Armin Mueller-Stahl i Franz Seitz                                       |
| 1998 | Carmelo Romero i Curt Siodmak                                                                   |
| 1999 | Armen Medwedew, Robert Rodríguez i Meryl Streep                                                 |
| 2000 | Kon Ichikawa i Wolfgang Jacobsen                                                                |
| 2001 | Heinz Badewitz i Kei Kumai                                                                      |
| 2002 | Constantin Costa-Gavras, Volker Hassemer i Horst Wendlandt                                      |
| 2003 | Artur Brauner, Peer Raben i Erika Richter                                                       |
| 2004 | Rolf Bähr, Erika Rabau, Willy Sommerfeld i Regina Ziegler                                       |
| 2005 | Daniel Day-Lewis, Katrin Sass i Helene Schwarz                                                  |
| 2006 | Michael Ballhaus, Jürgen Böttcher, Laurence Kardish, Hans Helmut Prinzler i Peter B. Schumann   |
| 2007 | Clint Eastwood, Gianni Minà, Márta Mészáros, Dorothea Moritz i Ron Holloway                     |
| 2008 | Karlheinz Böhm i Otto Sander                                                                    |
| 2009 | Claude Chabrol, Manoel de Oliveira i Günter Rohrbach                                            |
| 2010 | Erika et Ulrich Gregor, Hermann Noack i Yōji Yamada                                             |
| 2011 | Lia van Leer, Jérôme Clément, Franz Stadler, Rosemarie Stadler (Filmkunst 66) i Harry Belafonte |
| 2012 | Filmstudio Babelsberg, Haro Senft i Ray Dolby                                                   |
| 2013 | Rosa von Praunheim i Isabella Rossellini                                                        |